# Puiseux-le-Hauberger
Puiseux-le-Hauberger is een gemeente in het Franse departement Oise (regio Hauts-de-France). De plaats maakt deel uit van het arrondissement Senlis. Puiseux-le-Hauberger telde op 1 januari 2022 859 inwoners.

## Geografie
De oppervlakte van Puiseux-le-Hauberger bedroeg op 1 januari 2022 5,36 vierkante kilometer; de bevolkingsdichtheid was toen 160,3 inwoners per km².

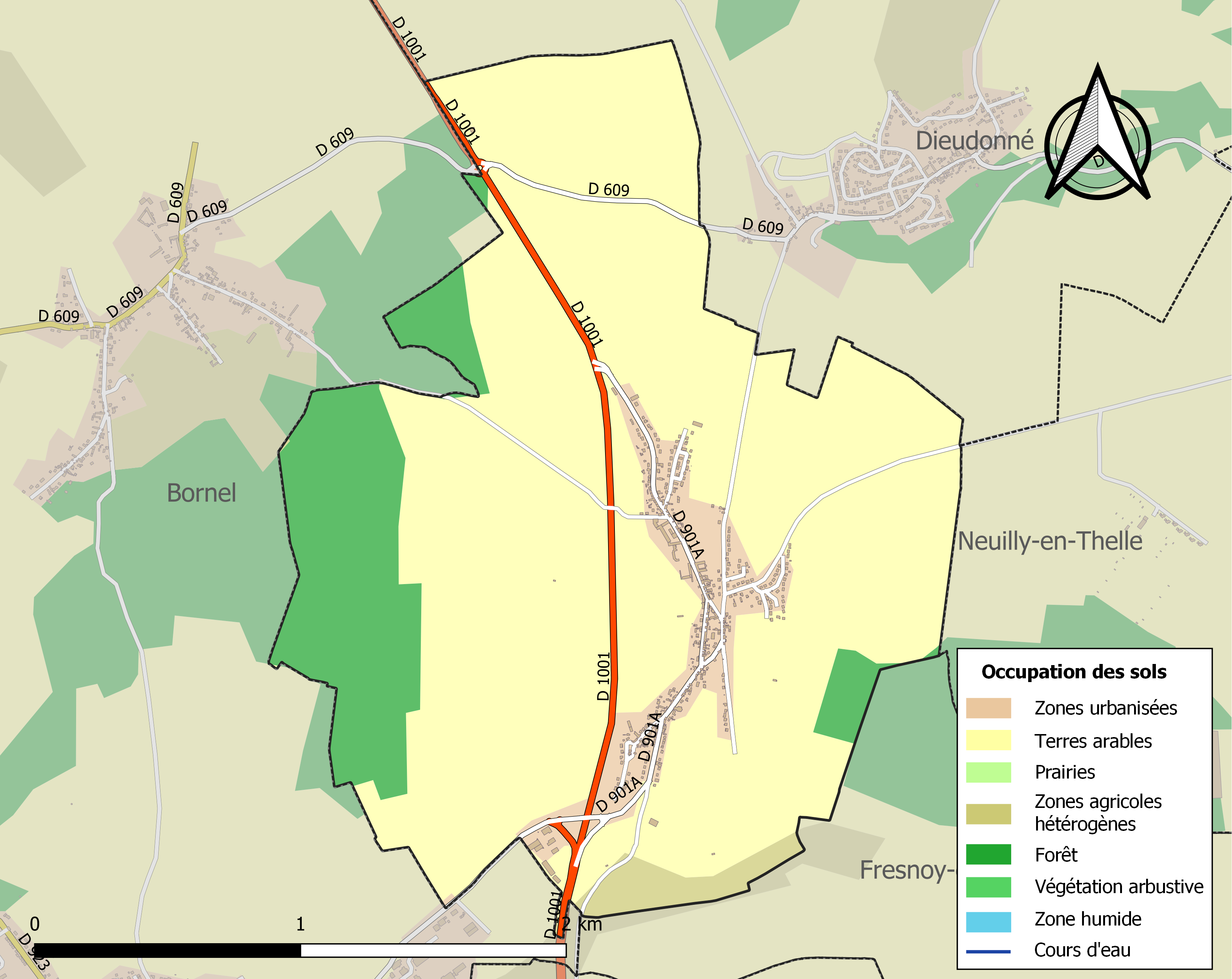
Kaart van de gemeente met belangrijkste infrastructuur, bodemgebruik en omliggende gemeenten

## Demografie
Onderstaande figuur toont het verloop van het inwonertal (bron: INSEE-tellingen).